# 省博湖北日报站
省博湖北日报站位于中华人民共和国湖北省武汉市武昌区，是武汉地铁8号线的地铁车站。

## 车站结构
车站位于东湖路与黄鹂路交叉口北侧，沿东湖路南北向敷设，车站为地下二层岛式车站，共设置4个出入口（B出入口预留）。
省博湖北日报站以“楚文汉韵”为设计主题，24幅铜质的湖北省博物馆内馆藏文物版画分为两列，以“艺术橱窗”的形式排列在车站站厅层内。两侧的版画均以湖北省博物馆的代表性的“文物”为灵感，将博物馆代表性文物（乐器、兵器、礼器）与楚纹饰进行解构组合成新的形式，整个车站仿佛一座“微缩版”省博物馆。

### 楼层分布
| 地面     | 地面                       | 出入口                               |  |  |
| 地下一层 | 站厅                       | 售票机、客服中心、武漢通充值、洗手間 |  |  |
| 地下二层 |                            | █ 8号线 往金潭路（下一站：梨园）     |  |  |
|          | 岛式站台，左侧车门将会打开 |                                      |  |  |
|          |                            | █ 8号线 往军运村（下一站：中南医院） |  |  |

### 车站出口
|                 |      |      |  |
| 出口編號        | 設施 | 照片 |  |
| A               |      |      |  |
| C               |      |      |  |
| D               |      |      |  |
| 注： 設有升降機 |      |      |  |

## 鄰近地點
湖北省博物馆、湖北省美术馆等。

### 内部链接
- 武汉地铁车站列表